# María Escoté
María Escoté   (Barcelona, 16 de juliol de 1979) és una modista i dissenyadora de moda catalana.
És filla del pintor Ferran Escoté, i des de la infància ha estat vinculada al món artístic per l'activitat del seu pare i també de la seva mare, cosidora. Amb 19 anys va començar a treballar al negoci familiar, on confeccionava la roba a mida, mentre alhora estudiava disseny, arts plàstiques i generals a l'Escola Superior de Disseny i Moda Felicidad Duce de Barcelona, obtenint el tercer premi de la seva promoció.
Va crear la seva marca el 2006 amb una col·lecció a la desfilada de Moda FAD de Barcelona, si bé es va fer coneguda d'ençà de la desfilada a El Ego de Cibeles, una plataforma creativa per a joves dissenyadors celebrada durant la Mercedes Benz Fashion Week Madrid. Des de llavors ha estat sempre present a la setmana de la moda de la capital, on resideix.
Segons l'edició espanyola de la revista Vogue, Escoté té com a fil conductor l'exaltació de la joventut, explora totes les possibilitats de color i transmet la profunditat del color negre; les seves col·leccions són com espasmes enèrgics entre les tonalitats més àcides i les més fosques.
Al llarg dels anys ha esdevingut una de les dissenyadores espanyoles més influents, també en àmbit internacional. El 2010 va ser la primera dissenyadora espanyola en posar en marxa la seva pàgina web de venda en línia, que li ha permès tenir més presència internacional. Els seus dissenys són apreciats força apreciats, per exemple, a l'Àsia, tot i que ha vestit a artistes com Miley Cyrus, Katy Perry, Beyoncé, Rosalia, Zendaya, Paula Echevarría o María León.
Des de 2018 és membre del jurat del concurs de televisió Maestros de la costura, de TVE, juntament amb Lorenzo Caprile i Alejandro Gómez Palomo.